# Häckerhaus

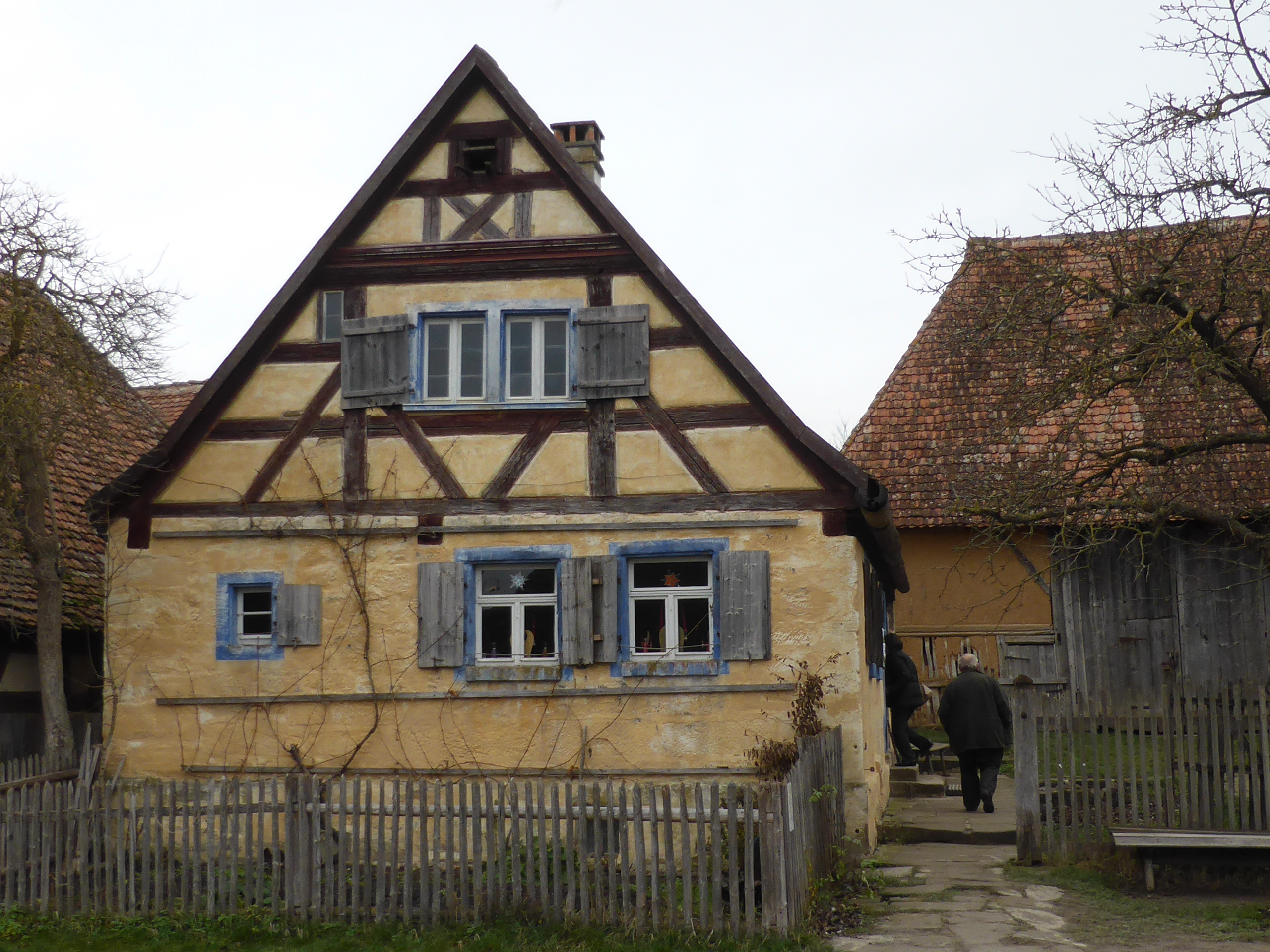
Eines der bekanntesten Häckerhäuser ist das Haus aus Ergersheim von 1707, das zwischen 1981 und 1982 in das Fränkische Freilandmuseum Bad Windsheim transloziert wurde

Als Häckerhaus (auch Häckerhof) wird die historische Bauform des Winzerhauses im fränkischen Weinbaugebiet bezeichnet. Der Haustyp verweist ursprünglich auf die Hofstelle eines weinbautreibenden Kleinbauern (Häcker). Heute wird die Bezeichnung teilweise auch für größere Weinbauernhöfe und andere historische Wohnhäuser in fränkischen Weinbauorten gebraucht. Die moderne Hausforschung lehnt die Bezeichnung wegen der vereinfachenden Typologie mehrheitlich ab.

## Historische Entwicklung
Die Bezeichnung Häcker wurde ursprünglich in Franken mit einem Winzer in Verbindung gebracht, der über eine kleine Wirtschaftsfläche verfügte. Ihm gelang es seinen Grund zu bearbeiten, ohne hierfür Tagelöhner oder andere Hilfskräfte verpflichten zu müssen. Die Häckerhäuser entstanden als Kleinbauernhäuser, die auf einer kleinen Hofstelle errichtet wurden. Während des Spätmittelalters entstand der Haustyp, erfuhr aber in den folgenden Jahrhunderten immer wieder Abwandlungen.
Zunächst präsentierte sich das (ideale) mittelalterliche Häckerhaus als ein- bis zweigeschossiger Giebelbau. Der Hofraum war zur Straße hin ausgerichtet oder fehlte ganz. Die Wirtschaftsräume, die für den Häcker von großer Bedeutung waren, befanden sich im Erdgeschoss, das durch ein rechteckiges oder rundbogiges Tor zu erreichen war. Im Mittelteil des Hauses war die Kelter in einem eigenen Raum oder Gebäudeteil untergebracht. Unterhalb erstreckte sich ein tonnengewölbter Keller für die Lagerung der Weinreben, der die ganze Grundfläche einnahm. Er war durch eine steinerne Treppe zu erreichen.
Das mittelalterliche Häckerhaus war vor allem im Maintal zu finden, das sich im Laufe des Spätmittelalters zunehmend urbanisierte. Die Siedlungen erhielten Ummauerungen, sodass sich die Bebauung im Inneren des Mauerrings nachverdichtete. Insbesondere die Dach- bzw. Obergeschosse der Häuser erfuhren deshalb immer wieder Aufstockungen. Sie umfassten die Wohnräume des Häckers und nahmen auch den Heuboden auf. Zunächst wurden sie von einer hölzernen Treppe erreicht.

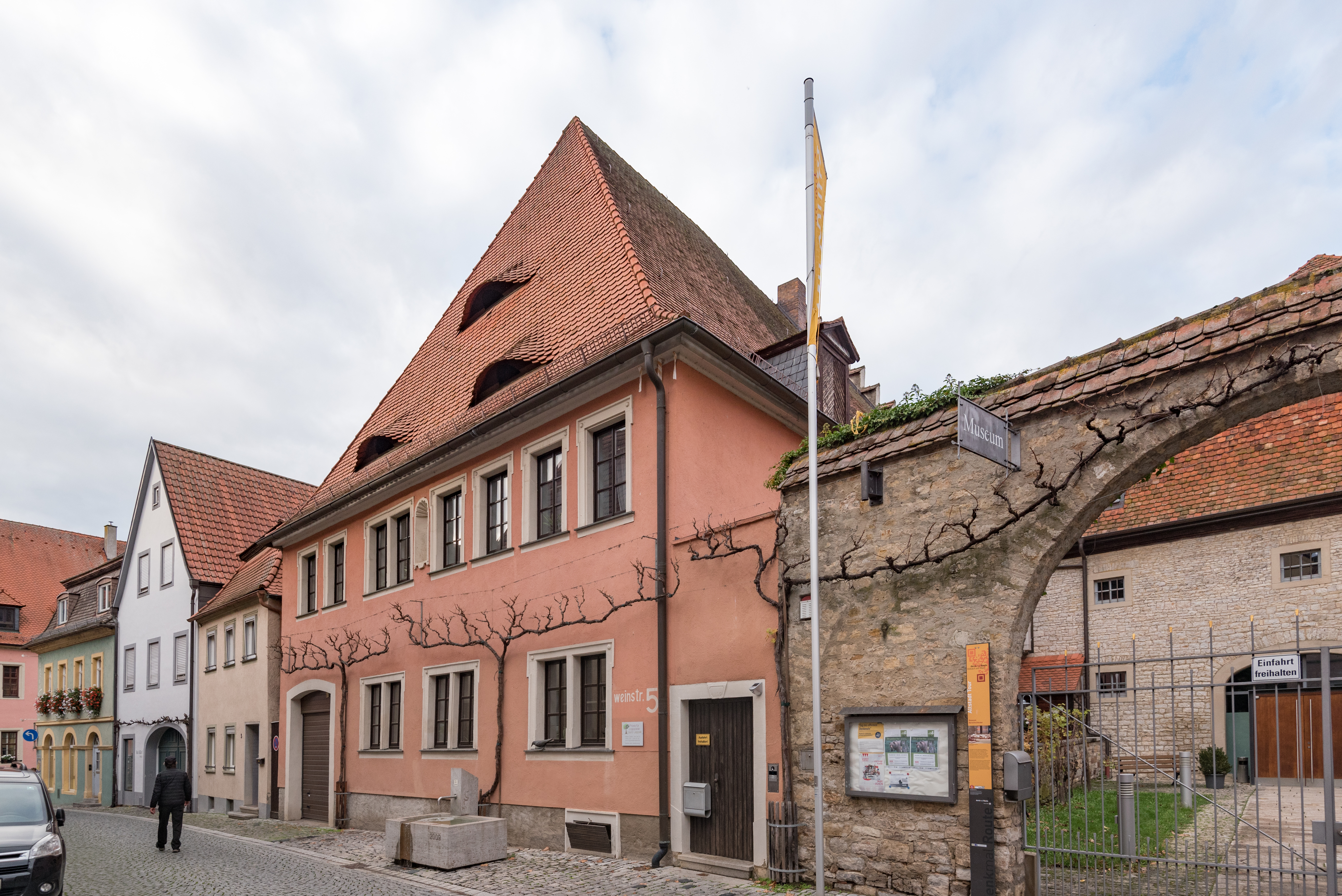
Ein im Barock umgeformtes Häckerhaus in der Volkacher Weinstraße 5

Ein weiterer Einschnitt bedeute der Dreißigjährige Krieg, der insbesondere zwischen 1631 und 1634 auf dem Gebiet des Fränkischen Reichskreises wütete und die Orte im heutigen Weinbaugebiet teilweise zerstörte. Nach dem Krieg setzte im 18. Jahrhundert ein wahrer Boom des fränkischen Weinbaus ein, der auch durch die klimatischen Bedingungen verstärkt wurde. Die Folge war, dass viele Häcker zu wohlhabenderen Winzern aufsteigen konnten. Dies zeigte sich auch in der Bauweise. Die Häuser sind nun durchgehend zweigeschossig. Teilweise verzichtete man auch auf das Anbringen von Fachwerk, das zuvor mindestens die Obergeschosse dominiert hatte. Lediglich in den Randgebieten abseits des Maines blieben die mittelalterlichen Bauformen noch wesentlich länger präsent.
Die Grundfläche der Häuser entlang des Maines nahm nun zu, weil Nachbargrundstücke aufgrund des langen Krieges teilweise verwaist blieben. Die Folge war die Errichtung großer Winzerhöfe, die teilweise zwei bis drei Hofstellen einnahmen. Nun verlegte man die Wirtschaftsräume in angrenzende Baulichkeiten wie Scheunen, Ställe oder Hofräume. Insbesondere in den Städten des Maintals erinnerten die Häckerhäuser des Barock äußerlich vermehrt an Bürgerhäuser, unter anderem kamen auch Mansarddächer in Mode. Lediglich durch ihre innere Funktionalität unterschieden sie sich von diesen.
Im 19. Jahrhundert veränderten die fränkischen Häckerhäuser ein weiteres Mal ihr Erscheinungsbild. Durch Ein-, Aus- und Umbauten entstand der Häckerbauernhof, der jetzt neben den Wirtschaftsräumen für den Weinbau auch andere Wirtschaftsformen abdecken konnte. Grund hierfür war der Niedergang des Weinbaus, der durch mehrere Entwicklungen ausgelöst worden war. Aus vielen Winzern wurden nun Nebenerwerbsweinbauern, die auch Feldwirtschaft betrieben. Die Hofstellen präsentieren sich heute eng bebaut.
Die Bezeichnung Häckerhaus wird zumeist für historische Häuser verwendet, die unter Denkmalschutz stehen und deren Geschichte mit den unterbürgerlichen Schichten einer (weinbautreibenden) Gemeinde in Verbindung stehen. Der Begriff verbreitete sich über die volkskundlichen Arbeiten von Conrad Scherzer seit den 1950er Jahren. Dagegen nutzt die heutige Hausforschung die Bezeichnung kaum noch. Grund hierfür ist die vereinfachende Typologisierung des Begriffs. Seinen Hauptniederschlag fand er in den Denkmallisten des Bayerischen Landesamtes für Denkmalpflege.

## Erscheinungsbild und Beispiele

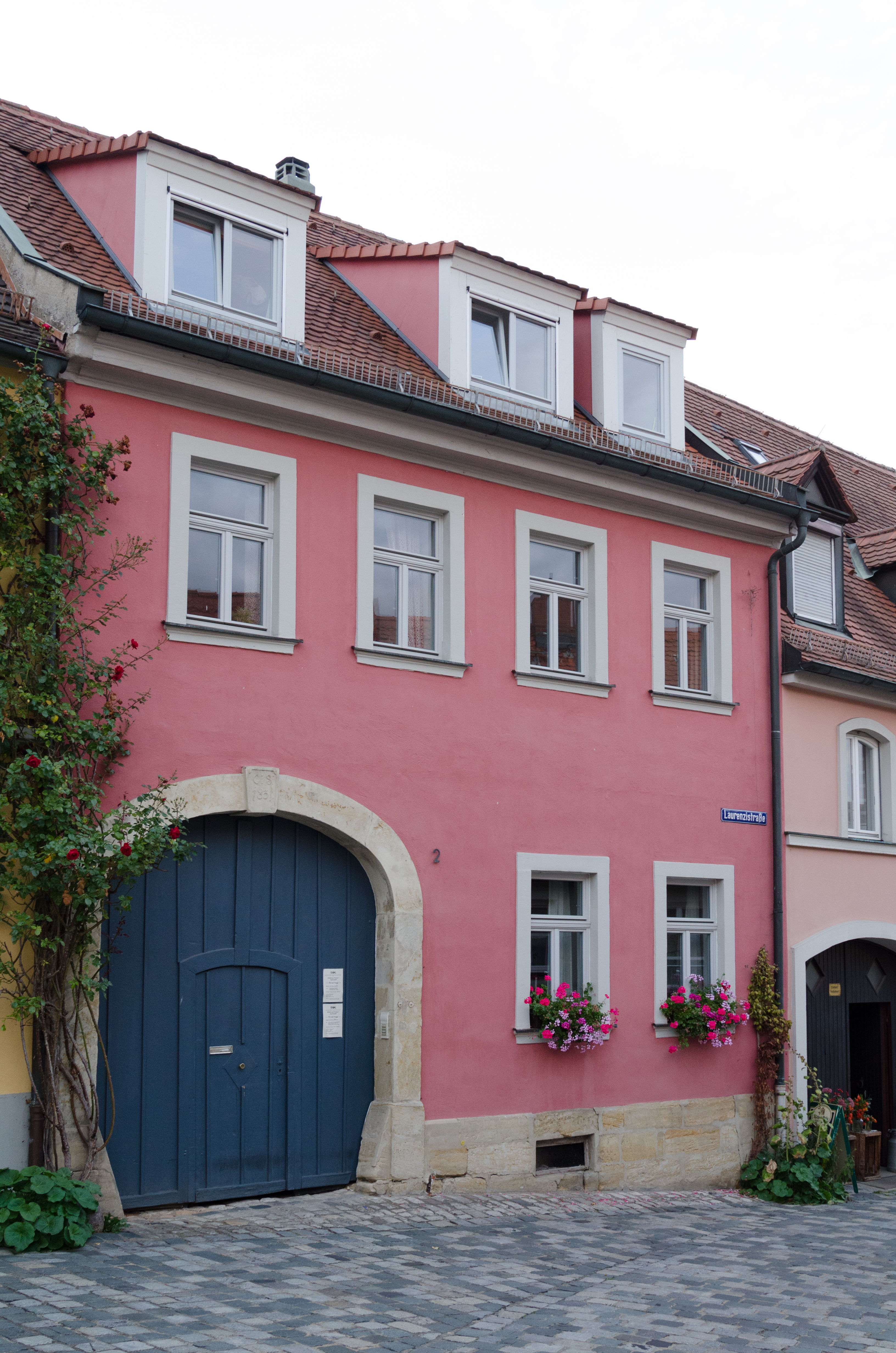
Das Häckerhaus in der Bamberger Laurenzistraße 2

Die fränkischen Häckerhäuser sind hauptsächlich zwischen Würzburg und Volkach verbreitet und konzentrieren sich damit auf die Kernregionen des fränkischen Weinbaugebietes. Dabei wird das Häckerhaus vor allem von den großen Kellern unterhalb des Erdgeschosses geprägt. Kelterhäuser oder -räume besitzen keinen festgefügten Platz im Grundriss der Häuser, wenn sie auch wichtige Elemente des Häckerhauses bilden. Auch die Hofeinfahrten sind lediglich der jeweiligen Grundstückssituation vor Ort geschuldet. Die Häuser sind ein- oder zweigeschossig, wobei die Obergeschosse durchgemauert oder aus Fachwerk errichtet wurden. Ein bedeutendes Beispiel für ein Häckerhaus ist in der Volkacher Weinstraße 5 zu finden. Es besitzt eine U-förmige Unterkellerung, die typische Hofeinfahrt und zwei Kelterräume im nördlichen Hausteil.
Die ursprünglich dem Häckerhaus zugerechneten Trinkstuben zur Verkostung des Weines können wohl als Mythos des 19. Jahrhunderts bezeichnet werden. Besondere Bedeutung für den Hausbau besaßen auch die sogenannten Hausreben, Weinreben, die an den Hauswänden hochranken. Sie kennzeichneten ursprünglich das Häckerhaus und dienten, neben einem ästhetischen Nutzen, auch der Isolierung und Trockenhaltung der Hauswände und insbesondere der Kellerräume. Die Hausreben sind heute nicht nur auf Häckerhäuser beschränkt, sondern ranken auch an anderen privaten und öffentlichen Bauten.
Abseits des Kernraumes des Weinbaugebietes sind ebenfalls Häckerhäuser zu finden. So werden auch mehrere ehemalige Winzerhäuser im Bamberger Stadtteil Kaulberg als Häckerhäuser bezeichnet. Es handelt sich um die Bauten Laurenzistraße 2, Maternstraße 18 und Oberer Kaulberg 14.